# Plaza de España (Melilha)
A praça de Espanha é a praça mais importante da cidade autónoma espanhola de Melilha. Está situada no Alargue Modernista, entre o capacete antigo (Melilla a Velha) e o novo centro urbano (Bairro Reina Victoria).

## História
Planificada como o Projecto de Urbanização da Porta de Santa Bárbara em 1910 por José da Gándara e aprovado , em janeiro de 1911 Alfonso XIII iniciou o derrubo das muralhas do campo, o 11 de abril se derruba a torre de Santa Bárbara e em junho de 1912 a Junta de Arbitrios lhe outorgou o nome de Praça de Espanha.Aprovado o projecto o 18 de janeiro de 1913 pelo Presidente da Junta de Arbitrios geral José Villalba Riquelme, começa-se a construir o 22 de abril do mesmo ano , processo que concluiu o 23 de janeiro de 1914 com a inauguração da bela praça pelo mesmo general Villalba. Em 2007 seus jardins obtiveram, junto com o parque Hernández, o título de Jardim histórico.

## Descrição
A praça consiste numa rotonda de oitenta metros de rádio. Conta com três anéis de passeios e dois jardins intercalados, situando em seu centro o Monumento aos Heróis e Mártires das Campanhas.

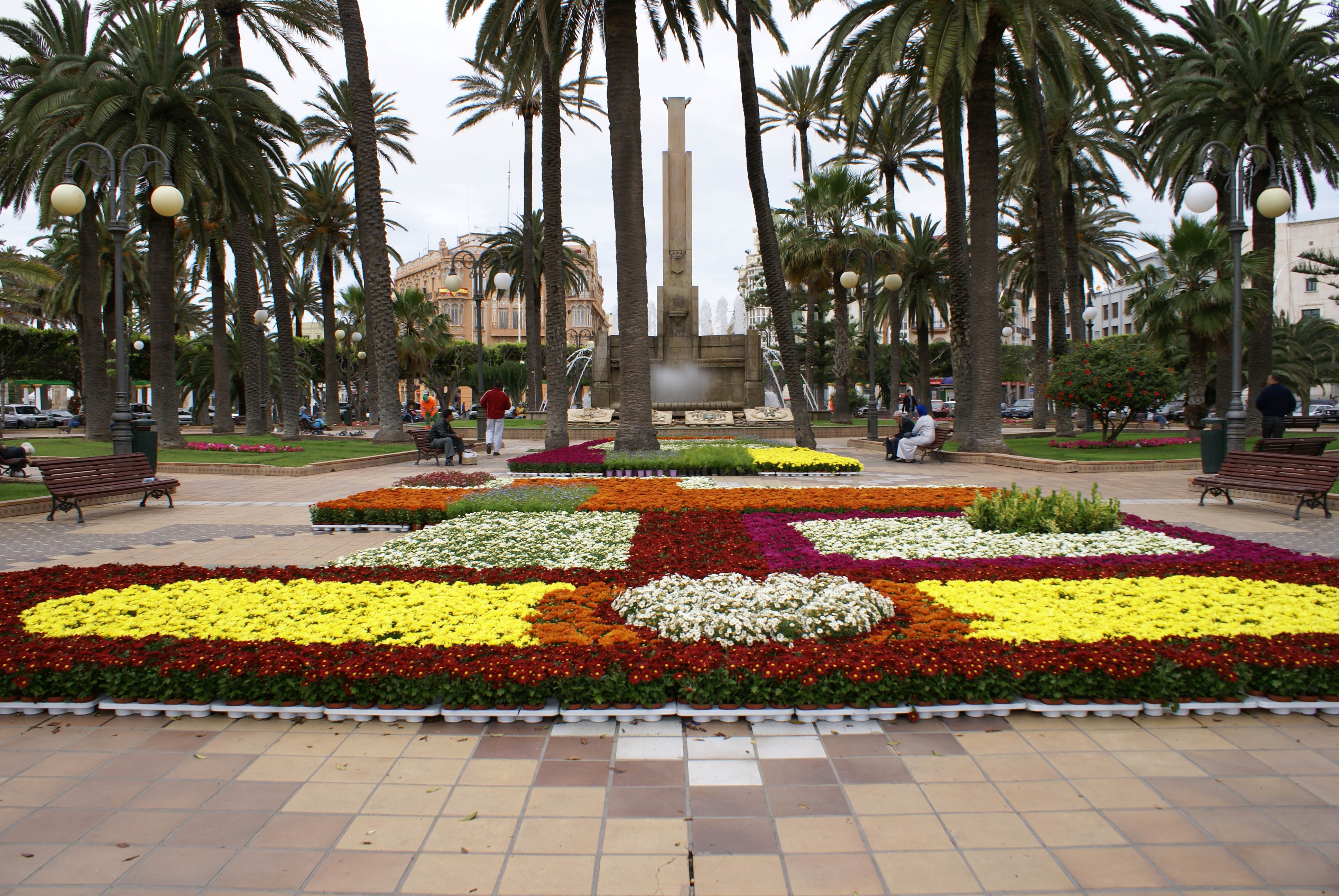
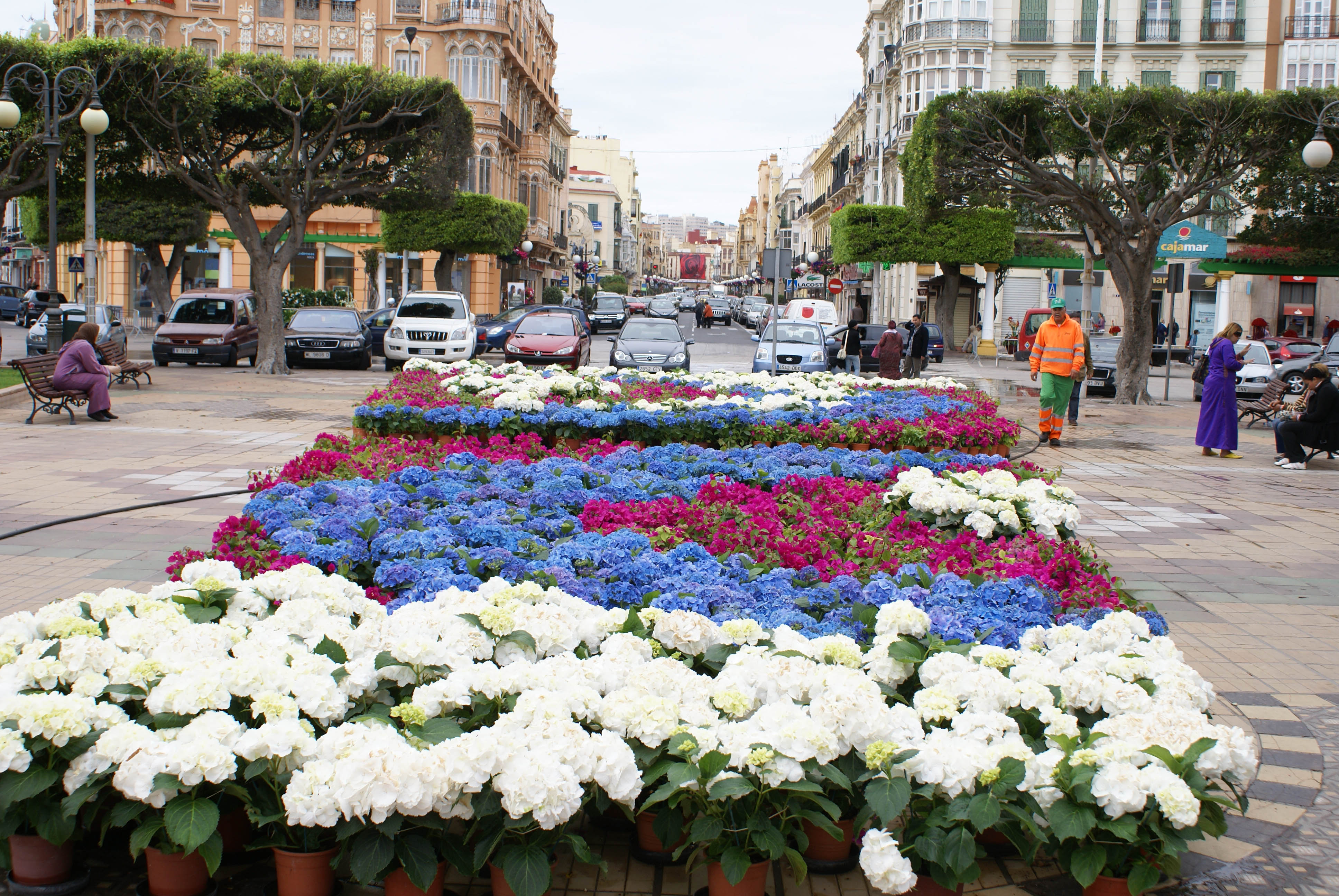
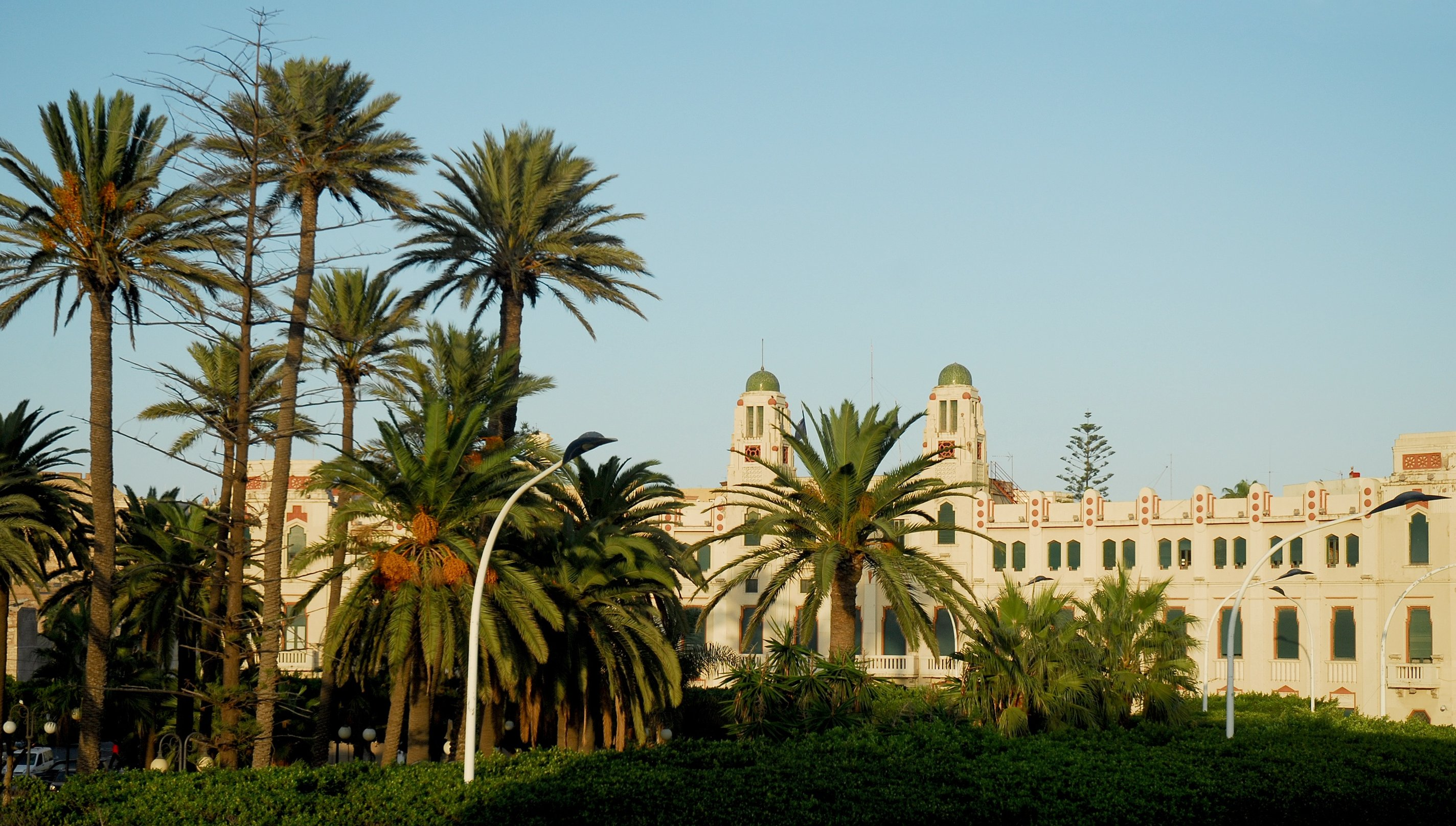